# Kto kogo? (obraz Wiktora Mazurowskiego)
Kto kogo? (ros. Кто кого?) – obraz olejny namalowany przez polskiego malarza Wiktora Mazurowskiego w 1912, znajdujący się w zbiorach Muzeum panoramy bitwy pod Borodino w Moskwie.

## Opis
Obraz przedstawia walkę Kozaka dońskiego z polskim ułanem, do której doszło latem 1812 w trakcie francuskiej inwazji na Rosję. Starcie dwóch kawalerzystów rozgrywa się z dala od głównej bitwy, pokazanej w tle. Kozak ubrany jest w krótką kurtkę, szerokie spodnie i czapkę. Polski ułan ubrany jest „klasycznie” z wysoką rogatywką na głowie. Kozak nie posiada spisy a ułan lancy – broni tak charakterystycznych dla tych jeźdźców. 
Sądząc po ogólnym charakterze bitwy, można przypuszczać, że Kozak został wysłany z zadaniem lub zdecydował się na samowolne wycofanie z bitwy. Polski ułan zaczął ścigać Kozaka lub po prostu zauważając samotnego rosyjskiego jeźdźca, niespodziewanie wpadł na niego z lewej strony i „z ramienia” zamachnął się szablą. Kozak nie miał ani czasu, ani okazji, by chwycić szablę, gdyż atak nastąpił od strony, z której była przymocowana do pasa. Pozostało mu tylko użyć pistoletu skałkowego – wynik walki pozostaje otwarty.